# Николай Грозни
Николай Лъчезаров Гроздински е български писател. Пише под псевдонима Николай Грозни.

## Биография и творчество
Роден е на 28 март 1973 г. в София в семейство на лекари. Музикалното си образование получава в националното училище „Любомир Пипков“ и колежа „Бъркли“ в Бостън, а литературното – в Университета „Браун“ в САЩ. Прекарва четири години като монах в Дарамсала – седалището на Далай Лама в Индия, където изучава будизъм и тибетски език.
През 2008 г. в САЩ публикува мемоари за живота си в Индия, а през есента на 2011 г. в САЩ излиза и романът му „Вундеркинд“, който по-късно е преведен и издаден и в Европа. Произведения на Грозни са печатани в „Ню Йорк Таймс“, „Гардиън“ и „Сиатъл Ривю“.